# Cauchas albiantennella
Cauchas albiantennella is een vlinder uit de familie van de langsprietmotten (Adelidae). De wetenschappelijke naam van de soort is voor het eerst geldig gepubliceerd door Burmann in 1943.
De soort komt voor in Europa.